# Broken Heart
Broken Heart é o primeiro álbum de Hironobu Kageyama, lançado em primeiro de dezembro de 1981 pela Climax Records em disco de vinil, pertencente a Tokuma Japan Communications Co., Ltd. Foi relançado em 21 de dezembro de 1992 em CD.

## Produção
Foi seu primeiro trabalho após o fim da Lazy. Quando lançado em disco de vinil, o lado B era composto de covers de músicas ocidentais. Em 1992, ganhou versão em CD. A faixa título "Broken Heart" foi composta por Kingo Hamada, com arranjo de Tohru Aoyama e letras de Shun Saijo.

## Recepção
O site CD Journal, no relançamento do álbum em 1992, escreveu que Kageyama canta com paixão durante todo o disco, destacando os covers "Tight Rope" e "I'm Not in Love", embora critique a decisão de cantar esta última em japonês.

## Legado
Em 2004, com a coletânea Golden☆Best foi lançada e usou a mesma foto de capa deste álbum. Aliás, a faixa título deste foi inclusa na coletânea.

## Faixas
| N.º            | Título                                               | Letras                                 | Música                                | Arranjo        | Duração |  |
| 1.             | "Broken Heart"                                       | Shun Saijo                             | Kingo Hamada                          | Tohru Aoyama   | 3:20    |  |
| 2.             | "Sarah" (cover de Yuji Yamanaka)                     | Yasuhiko Shigemura e Y. Yamanaka       | Y. Shigemura e Y. Yamanaka            | T. Aoyama      | 5:00    |  |
| 3.             | "Kizuna"                                             | Kumiko Tomoi                           | Ryo Komuro                            | T. Aoyama      | 4:17    |  |
| 4.             | "Ame no Machikado A.M.5"                             | K. Tomoi                               | Shunji Inoue                          | Kenzo Shiguma  | 4:00    |  |
| 5.             | "Last Lady"                                          | Nobuhiro Yamakage e K. Tomoi           | Hiroyuki Tanaka                       | K. Shiguma     | 4:59    |  |
| 6.             | "Kyou wo Ikiyou" (cover de The Grass Roots)          | Mogol e Rumiko Hoshika (tradução)      | Giulio Rapetti e Norman David Shapiro | Hiroki Inui    | 3:13    |  |
| 7.             | "Tight Rope" (cover de Leon Russell)                 | L. Russell e Rui Takizawa (tradução)   | L. Russell                            | T. Aoyama      | 4:15    |  |
| 8.             | "Pearly Spencer no Hibi" (cover de David McWilliams) | D. McWilliams e R. Takizawa (tradução) | D. McWilliams                         | H. Inui        | 3:27    |  |
| 9.             | "I'm Not in Love" (cover de 10cc)                    | Eric Stewart e Graham Gouldman         | E. Stewart e G. Gouldman              | T. Aoyama      | 5:32    |  |
| Duração total: | Duração total:                                       | Duração total:                         | Duração total:                        | Duração total: | 38:12   |  |